# François Gauducheau
François Gauducheau, né le 3 mai 1947  à Nantes, est un auteur-réalisateur français qui se consacre depuis 35 ans au film documentaire.

## Filmographie

### Derniers documentaires 1990-2011
- Sur l'autre rive (1991) - 1er prix du Festival de Douarnenez et Prix du public[1]
- La Chambre des passions (1992)
- Pianos en fête (1992)
- Mémoire blanche (1995)
- Graine de sport (1997)
- Amzer' zo, Simone (1998)
- Qui se souvient de Dulcie September ? (1998)
- Hôtel Central (1999)
- Les Images oubliées de Germaine Tillion (2001)[2]
- Une Longue Peine (2002)[3]
- Ensisheim, Maison centrale (2002)
- Betty des Sablons (2003)
- Des nuages au paradis (2003)
- L'Atelier Ullmann (2004)
- Le Mystère des canons des Barges (2004)
- Aurons-nous la télé à Noël ? (2005)
- Quand les enfants s'envolent..., feuilleton documentaire - 6 fois 13 min. (2005)
- Françoise, une mère orpheline (2006)
- Le Vent de mai (2006)
- Les Jours du bac (2007)
- Michel Desjoyeaux, Navigateur solitaire  (2008)
- Michel Desjoyeaux, Journal d'un Vendée Globe  (2009)
- Entre les lignes : Rencontre avec trois compositeurs de musique contemporaine  (2009)
- Nos deux pays, Paroles de réfugiés  (2011)
- 16 septembre 1943, les morts oubliés (2011)
- À la conquête du sel, Un jeune paludier qui souhaite faire renaître les salines de Kervillen à la Trinité-sur-Mer, laissées à l'abandon depuis 1966.  (2011)
- Notre-Dame de tous les maux
- Des voix dans la ville  (2015)
- FOLIE racines - Une chorégraphe de Claude Brumachon  (2015)
- Étonnantes territoires - une vision positive de la ruralité  (2016)
- Philippe Viannay - Le rebelle et le visionnaire, (coréalisé avec Laurent Gomes). (2018)
- L'affaire de ma vie - des femmes dans la guerre d’Algérie, (coréalisé avec Samira Houari). (2019)